# Джуда, Марио
Марио Даймонд-Джуда Дуглас (родился 6 декабря 1999 года) — американский певец, рэпер, автор песен и продюсер. В 18 лет Дуглас начал заниматься продюсированием. Тремя годами позднее он выпустил первую песню. Джуда стал интернет-мемом из-за выпуска сингла «Die Very Rough» и критики в сторону американского рэпера Playboi Carti, который длительное время не выпускал свой второй студийный альбом Whole Lotta Red.

## Ранняя жизнь
Марио Даймонд-Джуда Дуглас родился 6 декабря 1999 года во Флинте, штат Мичиган, в семье угандийских родителей. Он вырос в Атланте, штат Джорджия. Джуда начал создавать инструменталы к песням примерно в 2016 году. Позже он записал свой первый сингл «Crush».

## Карьера

### 2024: Endure
Джуда опубликовал свой первый сингл «Crush» на SoundCloud 19 июня 2020 года. Позже была выпущена песня «Die Very Rough», которая стала популярной в сентябре 2020 года. После выпуска музыкального видео, он начал набирать популярность в Twitter, были сделаны интернет-мемы, которые сравнивали текст песен и образ Марио с диснеевскими злодеями. В октябре он выпустил кавер-версию на песню DaBaby и Roddy Ricch «Rockstar». 30 ноября Джуда через Instagram объявил, что он выпустит свою версию второго студийного альбома Playboi Carti Whole Lotta Red, потому что он длительное время не выпускал его. 6 декабря Марио выпустил песню «Bih Yah», которая стала лид-синглом с его дебютного мини-альбома Whole Lotta Red. Первая часть дебютного мини-альбома Whole Lotta Red была выпущена 11 декабря. Billboard и Google поставили «Die Very Rough" на 75 место в списке 100 лучших напевчитых песен 2020 года в США. Сингл также достиг первого места в глобальном чарте Spotify 15 октября 2020 года.

Долгое время Джуда не показывался в соц.сетях и не выпускал каких либо сниппетов, но 2 февраля 2024 года, Джуда выпустил свой второй альбом Endure на Spotify.

## Исполнение
Музыкальный стиль Джуды был описан как смесь рэп-рока и гот-метала с уникальным вибрато вокалом. По словам Марио, он долгое время не знал, что умеет петь. Джуда говорит, что Breaking Benjamin, Five Finger Death Punch и Pantera повлияли на него больше всего. Американский рэпер Lil Uzi Vert заявлял, что Марио Джуда его самый любимый новый исполнитель.

## Дискография
Мини-альбомы
- Whole Lotta Red (2020)
- Endure (2024)